# 谷村町駅

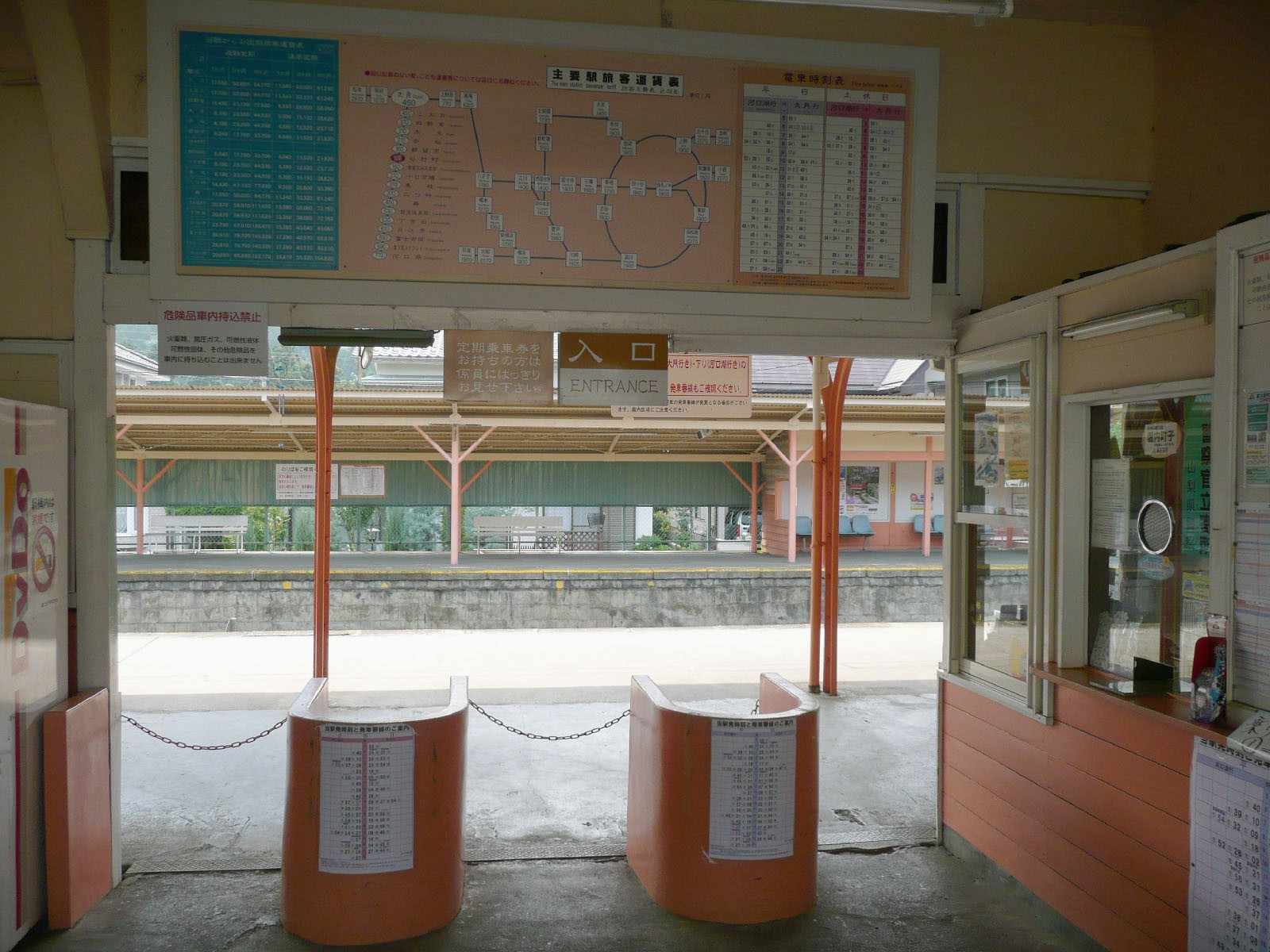
改札口（2009年6月）

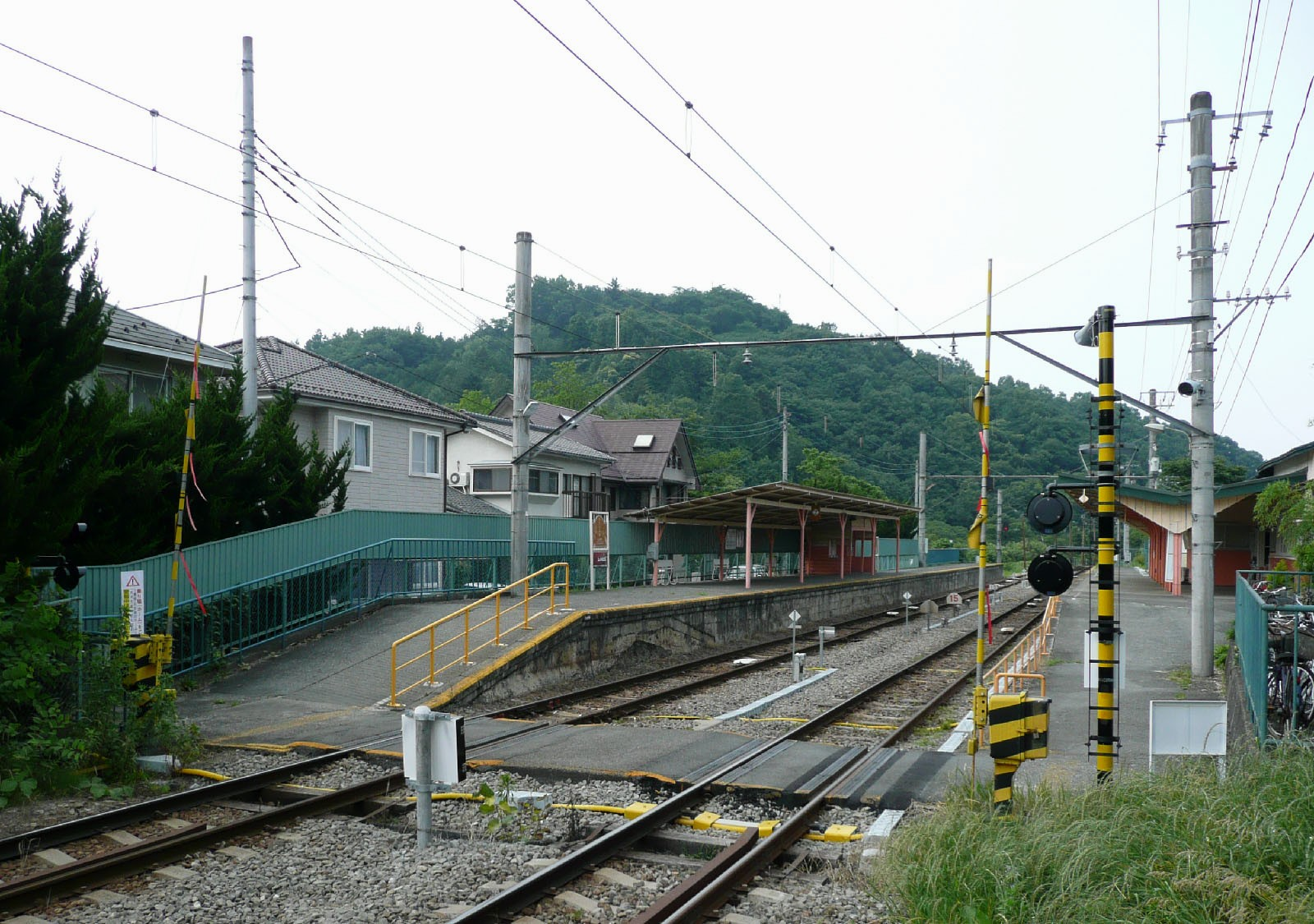
ホーム（2009年6月）

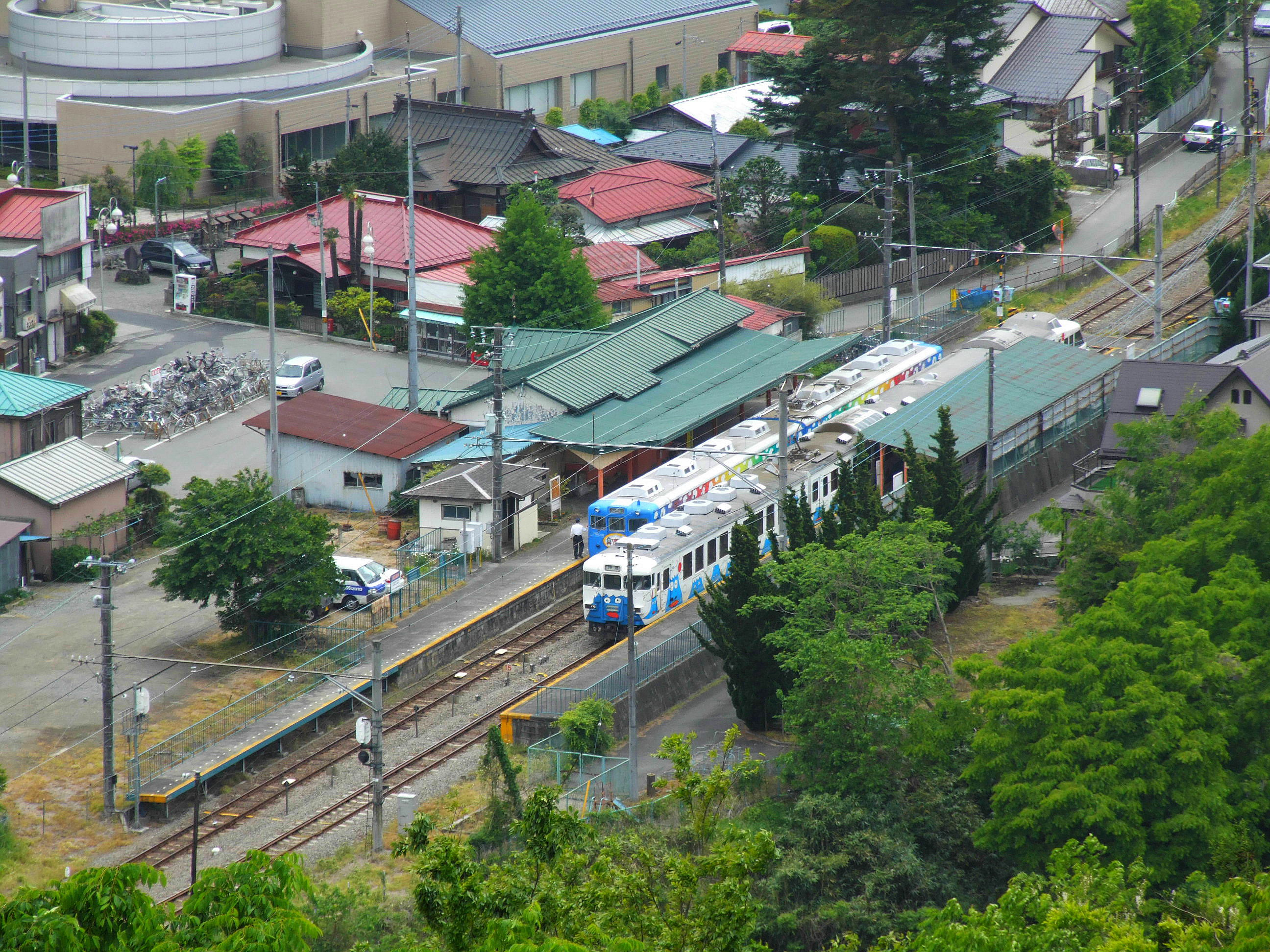
勝山城から見下ろす（2007年5月）

谷村町駅（やむらまちえき）は、山梨県都留市上谷一丁目にある富士山麓電気鉄道富士急行線の駅。駅番号はFJ07。副駅名は「谷村城下町」（やむらじょうかまち）。

## 歴史
- 1929年（昭和4年）6月19日：開業。
- 1978年（昭和53年）8月：委託化。
- 2015年（平成27年）3月14日：ICカード「Suica」の利用が可能となる[2]。
- 2017年（平成29年）10月27日：文化庁より登録有形文化財(建造物)に登録。
- 2021年（令和3年）9月1日：副駅名「谷村城下町」を導入[1][3][4]。
- 2022年（令和4年）4月1日：富士急行の鉄道事業分割に伴い、富士山麓電気鉄道の駅となる[5]。

## 駅構造
相対式ホーム2面2線を有する地上駅。上下列車の行き違いが行われることもある。線路はほぼ南北に走り、その東側に木造駅舎を有する。
駅舎に接するホームには1番のりば、そうでないホームには2番のりばが設けられている。2つのホームの都留文科大学前方の端は共に緩やかな坂となっており、これを下ったところを結ぶ構内踏切（遮断機・警報機つき）がある。
駅舎は大きな木造平屋建てで屋根には風見鶏がある。内部には大きな待合所と窓口、簡易Suica改札機が設けられているほか、タクシー会社の事務所と定食屋が入っている。待合所の定食屋に接する辺りには使われなくなった立ち食いのカウンターが掲示板でふさがれながらも残っている。かつては直営駅であったが1978年（昭和53年）から業務委託駅となり、自動券売機の設置が無いので切符は車内で購入する。現在は、無人駅

### のりば
| 番線 | 路線        | 方向 | 行先                                 | 備考             |
| ---- | ----------- | ---- | ------------------------------------ | ---------------- |
| 1    | ■富士急行線 | 下り | 富士山・富士急ハイランド・河口湖方面 |                  |
| 1    | ■富士急行線 | 上り | 大月・東京・甲府方面                 | 通常はこのホーム |
| 2    | ■富士急行線 | 上り | 大月・東京・甲府方面                 | 主に行違い時     |

駅舎側の1番線を主本線とした一線スルーとなっており、行違いがない場合は基本的に両方向とも1番線ホームに発着する。2番線は対向列車（不定期列車を含む）との行違いを行う上り列車が入線する。

## 利用状況
2021年度（令和3年度）の1日平均乗降人員は446人である。
| 年度   | 1日平均 乗降人員 |
| ------ | ---------------- |
| 2013年 | 499              |
| 2014年 | 556              |
| 2015年 | 687              |
| 2016年 | 665              |
| 2017年 | 630              |
| 2018年 | 451              |
| 2019年 | 550              |
| 2020年 | 396              |
| 2021年 | 446              |

## 駅周辺
都留市の中心部・谷村地域にある駅。谷村は江戸中期まで城下町として栄え、桂川の対岸に当たる城山には勝山城など中近世の遺構も残されている。都留市役所が駅の北100メートルほどのところにあり大変近くなっているほか、駅周辺には谷村城下町の面影をわずかに残す谷村の町並みが広がっている。
駅前の城南公園にはかつてこの地に逗留したことがあるとされる、松尾芭蕉の句碑が建立されている。かつては都留文科大学の最寄り駅であったが都留文科大学前駅の開業によりその役目を明け渡した。
- 都留市役所
- ミュージアム都留
- 都留市まちづくり交流センター
  - 都留市立図書館
  - 都留文科大学地域交流センターサテライト
- 山梨県男女共同参画センター　ぴゅあ富士
- 甲府地方裁判所都留支部
- ふるさと会館
- 城南公園
- 山梨県民信用組合
- 都留市商家資料館
- ビジネスホテル都留
- 国道139号
- 中央自動車道
  - 谷村パーキングエリア

## バス路線
駅前の谷村町駅バス停と、駅から東に約200メートルの国道139号上の谷村町駅入口バス停から路線バスが発着している。また、下記以外にも予約型乗合タクシー「つる～と東桂」が利用できる（事前に電話予約が必要）。
| 運行事業者   | 行先 | 備考 |
| 谷村町駅     | 谷村町駅 | 谷村町駅 |
| ------------ | --- | --- |
| 富士急バス   | 道の駅つる線：道の駅つる・山梨県立リニア見学センター / 都留文科大学前駅 | |
| 谷村町駅入口 | | |
| 富士急バス   | - 月夜野 - 道坂隧道 - 菅野上 - 谷村町駅 - 健康科学大学前 - 都留市立病院前 - 都留市駅 - 市内循環（左回り）：都留市駅 - 市内循環（右回り）：都留市立病院前 - 道の駅つる線：道の駅つる・山梨県立リニア見学センター / 都留文科大学前駅 | - 月夜野行きは平日2本のみ運行 - 道坂隧道行きは4月 - 11月（8月を除く）の土休日1本のみ運行 - 健康科学大学前行きと都留市立病院前行きは平日1本のみ運行 - 「市内循環」は3本のみ運行 |

## その他
- 乃木坂46・13枚目シングル「今、話したい誰かがいる」の撮影で当駅が使用された。
- 映画「麦子さんと」の撮影で当駅が使用された（映画内の駅名は五藤）。
- 日本テレビ日曜ドラマ「ホットスポット」で使用された（ドラマ内の駅名は富士浅田）。

## 隣の駅
富士山麓電気鉄道
■富士急行線
都留市駅 (FJ06) - 谷村町駅 (FJ07) - 都留文科大学前駅 (FJ08)